# François Besson
François Besson (ur. 4 lipca 1946, zm. 25 maja 2010) – francuski judoka. Uczestnik mistrzostw świata w 1971 i 1973. Zdobył cztery medale mistrzostw Europy w drużynie, w 1969, 1971, 1972 i 1973. Mistrz Francji w 1969 i 1971 roku.